# Залісово (Червоногвардійський район)
Залі́сово (рос. Залесово) — село у складі Червоногвардійського району Оренбурзької області, Росія.

## Населення
Населення — 374 особи (2010; 556 у 2002).
Національний склад (станом на 2002 рік):
- росіяни — 87 %